# Nabil Baz
Nabil Baz (Mila, Província de Mila, 6 de juny de 1987) és un ciclista algerià professional des del 2011 i actualment a l'equip Vélo Club Sovac.

## Palmarès
- 2015
  - 1r al Tour de Sétif i vencedor d'una etapa